# 요음
요음(일본어: 拗音)은 い단의 가나에 や행의 스테가나를 붙여 (예: ぎゃ, ぴゅ, じょ) 표기하는 일본어의 음절이다. 요음은 1모라를 형성한다.
음성학적으로 요음은 구개음화나 원순모음화에 의해 형성된 음절중 대립하는 구개음화 혹은 원순모음화되지 않은 직음을 갖고 있는 것을 말한다.
구개음화에 의한 요음을 개요음(開拗音), 원순모음화에 의한 요음을 합요음(合拗音)이라 한다. 
요음은 '굽은 소리'를 뜻하여 직음(直音)에 상대되는 말이다. 그리고 직음은 한 개의 가나로 표기되는 데에 반해 요음은 두 개의 가나로 표기된다. 